# Estación de Frick
La estación de Frick es la principal estación ferroviaria de la comuna suiza de Frick, en el Cantón de Argovia.

## Historia
La estación de Frick fue inaugurada en el año 1875, cuando se abrió al tráfico ferroviario la línea del Bözberg entre las estaciones de Pratteln y Brugg.

## Situación
La estación se encuentra ubicada en el borde oeste del núcleo urbano de Frick. Tiene un total de dos andenes, de los cuales uno es central y el otro es lateral, y un total de cuatro vías pasantes, a las que hay que añadir varias vías toperas existentes para el apartado y estacionamiento de material ferroviario.
La estación está situada en términos ferroviarios en la línea del Bözberg, que une a Basilea SBB con Zúrich. Sus dependencias ferroviarias colaterales son la estación de Brugg hacia Zúrich y la estación de Eiken en dirección Basilea SBB.

## Servicios ferroviarios
Los servicios son prestados por SBB-CFF-FFS, que ofrece conexiones de larga distancia y de cercanías.

### Larga distancia
- IR Basilea-SBB - Rheinfelden - Stein-Säckingen - Frick - Brugg - Baden - Zúrich.
- IR Basilea-SBB - Rheinfelden - Frick - Brugg - Baden - Dietikon - Zúrich Altstetten - Zúrich Oerlikon - Zúrich Aeropuerto.

### S-Bahn Basilea
La estación está integrada dentro de la red de cercanías S-Bahn Basilea, de la que es término de una de sus líneas:
- S 1 Basel SBB – Rheinfelden – Stein-Säckingen – Frick / Laufenburg  (algunos refuerzos durante las horas pico entre Stein-Säckingen y Basel sin designación de línea; Stein-Säckingen – Frick / Laufenburg solamente frecuencia horaria)